# Choerophryne laurini
Espèce
Synonymes
- Albericus laurini Günther, 2000

Statut de conservation UICN

 DD  : Données insuffisantes
Choerophryne laurini est une espèce d'amphibiens de la famille des Microhylidae.

## Répartition
Cette espèce est endémique de la province de Papouasie en Indonésie. Elle n'est connue que dans sa localité type, dans les monts Wondiwoi, entre 800 et 950 m d'altitude,.

## Étymologie
Cette espèce est nommée en référence au roi Laurin de la chanson des Nibelungen.

## Publication originale
- Günther, 2000 : Albericus laurini species nova, the first record of the genus Albericus (Anura, Microhylidae) from the west of New Guinea. Mitteilungen aus dem Museum für Naturkunde in Berlin, Zoologische Reihe, vol. 76, p. 167-174.